# Van den Velden

Van den Velden (ook: Lampsins van den Velden) is een familie die sinds 1847 tot de Nederlandse adel behoort en in 1953 uitstierf.

## Geschiedenis
De stamreeks begint met Marcelis genaamd van den Velde die in 1430 cijns betaalde uit landerijen in Molenbeek; hij overleed voor 14 februari 1456. Zijn zoon werd in 1460 burger van Brussel en vestigde zich daar als brouwer. In 1585 verliet een nakomeling van de laatste om geloofsredenen de stad Brussel en vestigde zich in de Pfalz. Een afstammeling van die laatste vestigde zich als bankier in 1722 in Amsterdam. Een kleinzoon van de laatste werd op 20 augustus 1847 verheven in de Nederlandse adel. Het geslacht is in 1953 uitgestorven.

## Enkele telgen
Andreas (Andries) van den Velden (1702-1758), bankier, koopman, vestigde zich in 1722 in Amsterdam
- Jacob Andries van den Velden (1740-1780), kapitein-ter-zee
  - jhr. Jan van den Velden (1768-1854), vice-admiraal, lid Tweede kamer; trouwde in 2e echt met Johanna Margaretha Lampsins (1776-1812), dochter van mr. Apollonius Jan Cornelis baron Lampsins, heer van Swieten (1754-1834)
    - jhr. mr. Benedictus van den Velden (1800-1879), vicepresident van de Hoge Raad der Nederlanden
      - jhr. mr. Paulus Anton van den Velden (1831-1892), advocaat bij de Hoge Raad, waarnemend secretaris en secretaris 1866-† van de Hoge Raad van Adel
      - jkvr. Maria Martha Johanna van den Velden (1835-1874); trouwde in 1855 jhr. mr. Hendrik Abraham Cornelis de la Bassecour Caan (1829-1905), burgemeester laatstelijk van Noordwijk, lid van provinciale en gedeputeerde staten van Zuid-Holland
      - jhr. Jan Herbert van den Velden (1837-1866), 1e luitenant

    - jhr. Jan Jacob Lampsins van den Velden (1811-1888), 1e luitenant, verkreeg bij KB in 1847 naamswijziging tot Lampsins van den Velden
      - jhr. Jan Karel Lampsins van den Velden (1880-1953), laatste telg van het adellijke geslacht